# Jakob von Kleist (bischöflicher Rat)

Stammwappen derer von Kleist

Jakob von Kleist († um 1547) war ein pommerscher Gutsbesitzer und bischöflicher Rat.

## Leben
Jakob von Kleist entstammte dem in Hinterpommern ansässigen Adelsgeschlecht von Kleist. Seine Eltern waren der herzogliche Rat und Küchenmeister Peter von Kleist († 1501) und dessen erste Ehefrau Barbara, geb. von Tessen, eine Tochter von Lucas von Tessen und der Anna, geb. von Zitzewitz. Ein Enkel war der gleichnamige Hofjägermeister und Hexenjäger Jakob von Kleist.
Jakob von Kleist war Herr auf Vietzow, Poberow etc. Er trat (vor 1516) als bischöflicher Rat in die Dienste des Camminer Bischofs Martin Karith, als dessen „Waffenträger“ er häufiger genannt wird. Zu den Gütern, die er als einziger Sohn von seinem Vater geerbt hatte, kaufte er noch weitere dazu, die jedoch teilweise wieder veräußert wurden.
So gelang es ihm 1514 in den Besitz von Stadt, Schloss und Vogtei Bublitz nebst dem Dorfe Porst und den Pflugdiensten zu Sassenburg, Klannin und Ubedel zu kommen, nachdem deren vormaliger Besitzer Simon von Loden im Jahre 1512 wegen Straßenraubes von den Kolbergern hingerichtet worden war und der Bischof dessen Güter eingezogen hatte. Dieser Verkauf wurde von päpstlichen Exekutoren 1518 bestätigt, nachdem dieselben 1516 vom Papst hiermit beauftragt wurden.
Im Nachhinein verlor Jakob von Kleist Bublitz allerdings wieder: Henning von Loden, Bruder des Simon von Loden, verwickelte Jakob von Kleist in eine Fehde. Kleist wurde von Loden überfallen, gefangen genommen und zum Verzicht auf Bublitz gezwungen. Der Bischof, der seinen Vasallen Jakob von Kleist nicht zu beschützen vermochte, entschädigte ihn im Nachhinein mehrfach durch Zahlungen und Belehnungen.

## Familie
Jakob von Kleist vermählte sich mit Anna von der Osten († 1584), einer Tochter des Ritters Ewald von der Osten und der Sophie, geb. von Maltzahn, Freiin von Penzlin (* 1450; † um 1530). Annas Großvater war der Erblandmarschall Joachim (Achim) von Maltzahn (1427–1473), ein Onkel der Raubritter Bernd von Maltzan (der böse Bernd) und ein Cousin der Feldmarschall Joachim von Maltzan. Die beiden bekamen folgende Kinder:
1. Peter von Kleist († 1571), Herr auf Zadtkow, wurde von Claus von Zastrow aus Wusterhausen im Streit durch einen Stich in die rechte Seite verwundet und starb zehn Tage später, ⚭ Sophie von Below a.d.H. Peest
2. Anna von Kleist, ⚭ Martin von Loden, Herr auf Zuchen
3. Ewald von Kleist († 1585), ⚭ Scholastica von Manteuffel a.d.H. Kölpin (Manteuffel Kiełpiński)
4. Wilhelm von Kleist († um 1606), Hauptmann zu Belgard, Herr auf Vietzow A, herzoglicher Landvogt zu Stolp und Schlawe, ⚭ Barbara von Kameke († 1619)
5. Joachim von Kleist († vor 1575)
6. Sophia von Kleist, ⚭ Hans von dem Borne († 1569), Herr auf Dolgen, Grassee und Born
7. Perpetua von Kleist, ⚭ Bartholomäus von Versen († 1574), Herr auf Crampe
8. Barbara von Kleist († 1552), ⚭ Carsten von Heydebreck († um 1564), Landrat und Herr auf Parnow und Tessin